# Massimo Scanziani
Massimo Scanziani (* vor 1970 in Rom) ist ein Schweizer Neurowissenschaftler. Er ist Professor an der University of California, San Francisco (UCSF). Schwerpunkt seiner wissenschaftlichen Arbeit sind die Strukturen und Funktionen der neuronalen Schaltkreise in der Hirnrinde von Säugetieren.

## Biographie
Massimo Scanziani studierte von 1985 bis 1988 Biochemie an der Eidgenössischen Technischen Hochschule (ETH) in Zürich und promovierte anschliessend in Neurophysiologie an der Universität Zürich und der ETH.
Nach seinem Studium forschte Massimo Scanziani als Postdoktorand an der UCSF und der École supérieure de physique et de chimie industrielles in Paris. Nach Professuren an der University of California, San Diego, und am Institut für Hirnforschung an der Universität Zürich ist er aktuell Professor an der University of California, San Francisco (UCSF), im Department of Physiology.
Scanziani beschäftigt sich mit den Mechanismen der neuronalen Schaltkreise, die die räumliche und zeitliche Aktivität in der Hirnrinde steuern. Scanziani und sein Team verwenden elektrophysiologische, bildgebende, optogenetische und anatomische Techniken sowie verhaltensbiologische Ansätze. Ziel ist, die Rolle der einzelnen Elemente eines neuronalen Schaltkreises bei der sensorischen Verarbeitung zu verstehen.

## Auszeichnungen
- 2008 Ernennung zum Howard Hughes Investigator[2]
- 2008 Ernennung zum NARSAD Distinguished Investigator durch die Brain & Behavior Research Foundation[1]
- 2008 IBRO-Kemali Prize[4]
- 2014 Preis der Betty und David Koetser Stiftung für Hirnforschung[5]

## Publikationen (Auswahl)
- mit Anthony D. Lien et al.: Distinct Recurrent Versus Afferent Dynamics in Cortical Visual Processing. In: Nature Neuroscience. 2015, 18, S. 1789–1797.
- mit Mingshan Xue et al.: Equalizing Excitation-Inhibition Ratios Across Visual Cortical Neurons. In: Nature. 2014, 511, S. 596–600.
- mit Dante S. Bortone et al.: Translaminar Inhibitory Cells Recruited by Layer 6 Cortico‐Thalamic Neurons Suppress Visual Cortex. In: Neuron. 2014, 82, S. 474–485.
- mit Anthony D. Lien: Tuned thalamic excitation is amplified by visual cortical circuits. In: Nature Neuroscience. 2013, 16, S. 1315–1323.
- mit Carsten K. Pfeffer et al.: Inhibition of inhibition in visual cortex: the logic of connections between molecularly distinct interneurons. In: Nature Neuroscience. 2013, 16, S. 1068–1076.
- mit Hillel Adesnik et al.: A neural circuit for spatial summation in visual cortex. In: Nature. 2012, 490, S. 227–231.
- mit Shawn R. Olsen et al.: Gain control by layer six in cortical circuits of vision. In: Nature. 2012, 483, S. 47–52.
- mit Bassam V. Atallah et al.: Parvalbumin expressing interneurons linearly transform cortical responses to visual stimuli. In: Neuron. 2012, 73, S. 159–170.
- mit Jeffry S. Isaacson: How inhibition shapes cortical activity. In: Neuron. 2011, 72, S. 231–243.